# Huahine
Huanhine é uma ilha localizada no Arquipélago da Sociedade, na Polinésia Francesa, um território francês no exterior, localizado no Oceano Pacífico. É parte do grupo de Ilhas de Sotavento. A ilha tem uma população de cerca de 6,000 habitantes.

## Geografia
Huanhine tem 16 km de comprimento e uma largura máxima de 13 km, É composta por duas ilhas principais cercadas por um recife de coral com várias ilhotas. Huahine Nui (Grande Huahine) se situa ao norte de Huahine Iti (Pequena Huahine) ao sul. As duas ilhas são separadas por algumas centenas de metros de água d conectadas por um areeiro em maré baixa. Uma pequena ponte foi construída para conectar Huahine Nui e Huahine Iti.
Ao noroeste  de Huahine Nui se situa um lago salobre de 375 hectares conhecido como Lac Fauna Nui. Esse lago é tudo que resta do antigo atol laguna. Transportação aérea é disponível pelo aeroporto de Huahine, localizado na costa norte de Huahine Nui.

## Administração
Administrativamente Huahine é uma comuna (município) parte da subdivisão administrativa das Ilhas Sotavento. O centro administrativo da comuna é o estabelecimento Fare, em Huahine Nui.

## Turismo
Uma das atrações turísticas de Huahine é uma ponte que atravessa um córrego com enguias de até 1,8 m. Essas enguias são consideradas sagradas pela população local, por sua mitologia. Enquanto observam as enguias, turistas podem compraram uma lata de cavalinha e alimentar os animais. O sítio arqueológico de Fa'ahia ao norte da ilha revela subfósseis de várias espécies pássaros extintos exterminados pelos primeiros colonizadores Polinésios da ilha.